# Фэн Цзыци
Фэн Цзыци (кит. упр. 冯紫琪, пиньинь Feng Ziqi; 29 июня 1999, Гуанчжоу, Хэцзэ, Гуанчжоу, Китай) — китайская спортсменка, борец вольного стиля, бронзовый призёр летних Олимпийских игр 2024 года, призёр мира и Азии.

## Карьера
Фэн родилась в 1999 году в Гуанчжоу в провинции Гуандун. Борьбой занимается с 9-летнего возраста. В 2018 году она вошла в состав сборной провинции Гуандун по борьбе. 31 октября 2019 года в Будапеште она дошла до финала чемпионата мира среди спортсменов до 23 лет в весовой категории до 50 кг, в котором уступила Кике Кагате из Японии, став серебряным призёром. 11 апреля 2023 года в Астане, победив в схватке за 3 место Нилам Сирохи из Индии, стала обладателем бронзовой медали чемпионата Азии. 20 сентября 2023 года на чемпионате мира в Белграде в малом финале одолела Алиссон Кардосо из Колумбии, завоевав бронзовую медаль.
На летних Олимпийских играх 2024 года в Париже, в весовой категории до 50 кг стала обладательницей бронзовой медали. В схватке за третье место поборола монгольскую спортсменку Долгоржавин Отгонжаргал.

## Достижения
- Чемпионат мира по борьбе среди спортсменов до 23 лет 2019 — ;
- Чемпионат Азии по борьбе 2023 — ;
- Чемпионат мира по борьбе 2023 — ;